# اینکیگایو
اینکیگایو (به کره‌ای: 인기가요) یک برنامهٔ موسیقی است که از شبکهٔ اس‌بی‌اس کرهٔ جنوبی پخش می‌شود. این برنامه هر یکشنبه به روی آنتن می‌رود و اجراهایی از جدیدترین و محبوب‌ترین هنرمندان را به نمایش می‌گذارد.